# Rajdowe Mistrzostwa Europy 1973

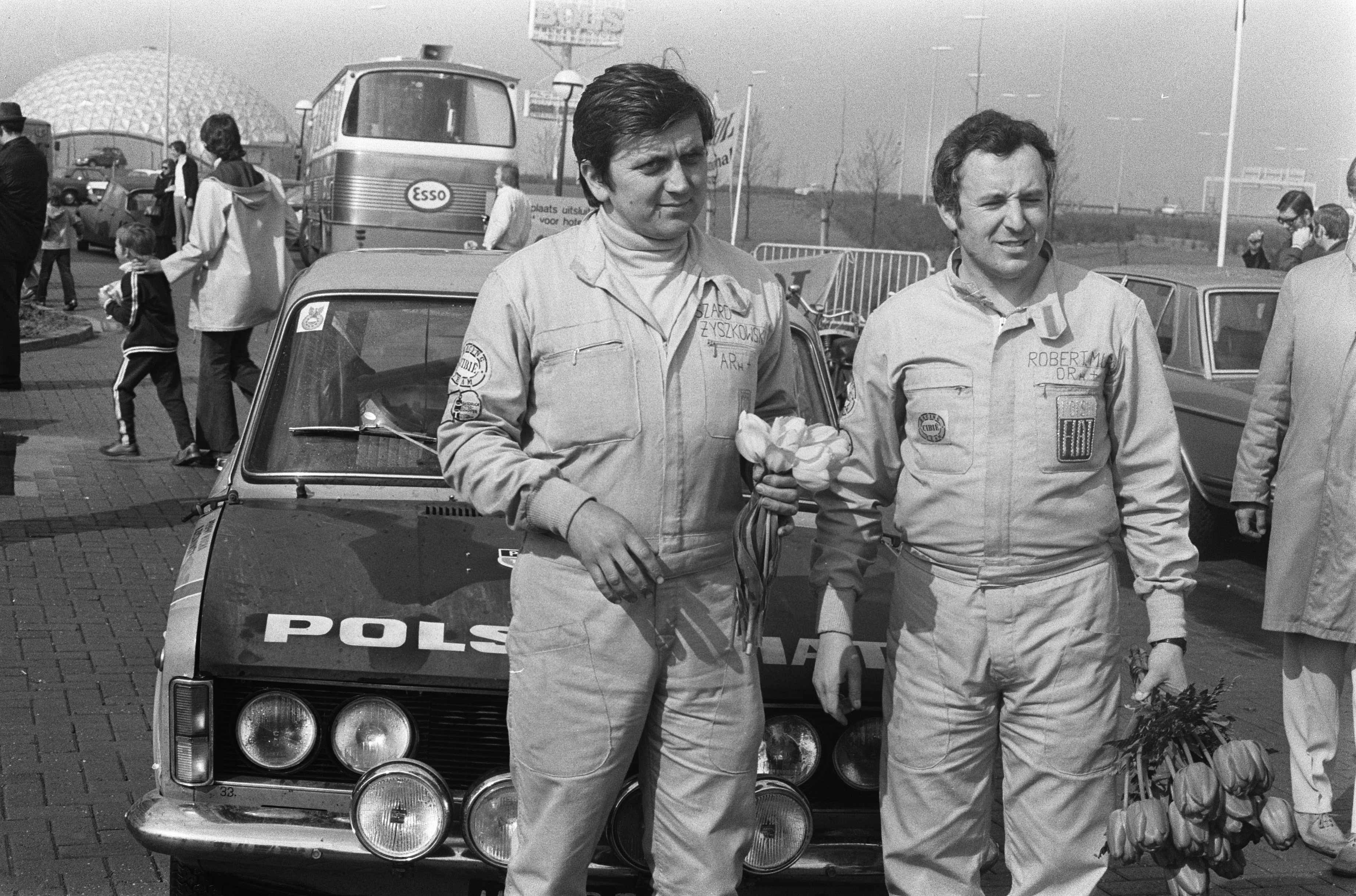
Polacy Robert Mucha i Ryszard Żyszkowski na Polskim Fiacie 125p 1500 w Rajdzie Tulipanów zajęli trzecie miejsce

Sezon Rajdowych Mistrzostw Europy 1973 był 21 sezonem Rajdowych Mistrzostw Europy (FIA European Rally Championship). Składał 21 rajdów, rozgrywanych w Europie.

## Kalendarz[1]
| Runda | Data                   | Nazwa rajdu                                    | Zwycięzca          | Wyniki |
| ----- | ---------------------- | ---------------------------------------------- | ------------------ | ------ |
| 1     | 2-4 lutego             | 8. Rajd Arktyczny                              | Timo Mäkinen       | Wynik  |
| 2     | 10-12 lutego           | 21. Rajd Costa Brava                           | Sandro Munari      | Wynik  |
| 3     | 9-11 marca             | 26. Rajd Stuttgart Lyon-Charbonnières Solitude | Bernard Fiorentino | Wynik  |
| 4     | 6-8 kwietnia           | 7. Rajd Firestone                              | Sandro Munari      | Wynik  |
| 5     | 12-14 kwietnia         | 6. Rajd dell’Isola d’Elba                      | Achim Warmbold     | Wynik  |
| 6     | 19-22 kwietnia         | 34. Circuit of Ireland Rally                   | Jack Tordoff       | Wynik  |
| 7     | 2-5 maja               | 23. Internationale Tulpenrallye                | Bert Dolk          | Wynik  |
| 8     | 10-13 maja             | 7. YU Rally                                    | Donatella Tominz   | Wynik  |
| 9     | 11-13 maja             | 10. Fram Castrol International Welsh Rally     | Roger Clark        | Wynik  |
| 10    | 20-27 maja             | 31. Rallye Féminin Paris – Saint Raphael       | Marianne Hoepfner  | Wynik  |
| 11    | 31 maja-2 czerwca      | 17. Semperit Rallye                            | Klaus Russling     | Wynik  |
| 12    | 2-6 czerwca            | 29. Scottish Rally                             | Roger Clark        | Wynik  |
| 13    | 2-6 czerwca            | 4. Rajd Bułgarii                               | Sergio Barbasio    | Wynik  |
| 14    | 6-7 lipca              | 14. Rajd Vltava                                | Walter Röhrl       | Wynik  |
| 15    | 27-29 lipca            | 9. Rajd Danube                                 | Walter Röhrl       | Wynik  |
| 16    | 28 sierpnia-1 września | 10. Int. Sachs Rallye Baltic                   | Walter Röhrl       | Wynik  |
| 17    | 30 sierpnia-1 września | 10. Rajd San Martino di Castrozza              | Sandro Munari      | Wynik  |
| 18    | 14-24 września         | 18. Tour de France Automobile                  | Michèle Mouton     | Wynik  |
| 19    | 28-29 września         | 10. Rajd München-Wienna-Budapest               | Walter Röhrl       | Wynik  |
| 20    | 29-30 września         | 3. Rajd Cypru                                  | Stig Blomqvist     | Wynik  |
| 21    | 26-28 października     | 21. Rajd RACE de España                        | Jorge Babler Bebié | Wynik  |

## Klasyfikacja kierowców[1]
| Msc. | Kierowca      | FIN | ESP | FRA | ESP | ITA | GBR | NLD | JUG | GBR | FRA | AUT | GBR | BGR | CSK | ROU | GER | ITA | FRA | BRD | CYP | ESP | Punkty |
| ---- | ------------- | --- | --- | --- | --- | --- | --- | --- | --- | --- | --- | --- | --- | --- | --- | --- | --- | --- | --- | --- | --- | --- | ------ |
| 1.   | Sandro Munari |     | 1   |     | 1   | 7   |     |     |     |     |     |     |     |     | 2   | 3   |     | 1   | 1   |     |     |     | ?      |

| Kolor     | Opis                   |
| --------- | ---------------------- |
| Złoty     | Zwycięzca              |
| Srebrny   | 2. miejsce             |
| Brązowy   | 3. miejsce             |
| Zielony   | Punktowane miejsce     |
| Niebieski | Ukończył nie punktował |
| Fioletowy | Nie ukończył NU        |
| Czarny    | Wykluczony X           |
| Biały     | Nie wystartował NW     |
| Puste     | Nie brał udziału       |

| Msc. | Kierowca      | FIN | ESP | FRA | ESP | ITA | GBR | NLD | JUG | GBR | FRA | AUT | GBR | BGR | CSK | ROU | GER | ITA | FRA | BRD | CYP | ESP | Punkty |
| ---- | ------------- | --- | --- | --- | --- | --- | --- | --- | --- | --- | --- | --- | --- | --- | --- | --- | --- | --- | --- | --- | --- | --- | ------ |
| 1.   | Sandro Munari |     | 1   |     | 1   | 7   |     |     |     |     |     |     |     |     | 2   | 3   |     | 1   | 1   |     |     |     | ?      |

| Kolor     | Opis                   |
| --------- | ---------------------- |
| Złoty     | Zwycięzca              |
| Srebrny   | 2. miejsce             |
| Brązowy   | 3. miejsce             |
| Zielony   | Punktowane miejsce     |
| Niebieski | Ukończył nie punktował |
| Fioletowy | Nie ukończył NU        |
| Czarny    | Wykluczony X           |
| Biały     | Nie wystartował NW     |
| Puste     | Nie brał udziału       |